# 50 Cent: Bulletproof
50 Cent: Bulletproof – komputerowa gra akcji stworzona przez studia Genuine Games i High Voltage Software. Została wydana przez Sierra Entertainment i Vivendi Games na konsole PlayStation 2, PlayStation Portable oraz Xbox. Światowa premiera odbyła się 18 listopada 2005 roku. Kontynuacja gry pt. 50 Cent: Blood on the Sand ukazała się w 2009 roku.

## Fabuła
Fabuła gry skupia się wokół głównego bohatera 50 Centa, który mści się na tych którzy próbowali go zamordować. Uniknąwszy śmierci wyrusza na nowojorskie ulice. W grze odwzorowano także takie osoby jak Dr. Dre, Young Buck, Lloyd Banks czy Eminem.

## Ścieżka dźwiękowa
Ścieżka dźwiękowa została stworzona przez rapera 50 Centa. Została wydana w 2005 roku, a wszystkie utwory z albumu wyprodukował Sha Money XL.
| Nr | Tytuł                     | Goście                  |
| -- | ------------------------- | ----------------------- |
| 1  | „Maybe We Crazy”          |                         |
| 2  | „When You Hear That”      | Tony Yayo               |
| 3  | „I'm a Rider”             |                         |
| 4  | „Simply the Best”         |                         |
| 5  | „Pimpin'                  |                         |
| 6  | „Why They Look Like That” |                         |
| 7  | „Come and Get You”        |                         |
| 8  | „I Warned You”            |                         |
| 9  | „I Run NY”                | Tony Yayo               |
| 10 | „Grew Up”                 |                         |
| 11 | „Southside G Unit”        |                         |
| 12 | „Hit You Up”              | Lloyd Banks & Tony Yayo |
| 13 | „G-Unit Radio”            | DJ Whoo Kid             |

## Odbiór gry
Gra w wersji na PlayStation 2 otrzymała w większości negatywne recenzje, uzyskując według agregatora GameRankings średnią 47,38% oraz 47/100 punktów według serwisu Metacritic.